# Au bout du monde (film, 1934)
Pour les articles homonymes, voir Au bout du monde.
Pour plus de détails, voir Fiche technique et Distribution.
Au bout du monde (titre allemand : Flüchtlinge) est un film franco-allemand réalisé par Henri Chomette et Gustav Ucicky, sorti en 1934. Il a été tourné en deux versions, une allemande (Les Fugitifs) et une française.

## Fiche technique
- Titre allemand : Flüchtlinge[1]
- Réalisation : Henri Chomette et Gustav Ucicky
- Scénario : Henri Chomette d'après la nouvelle de Gerhard Menzel
- Chef opérateur : Fritz Arno Wagner
- Musique : Herbert Windt
- Pays de production :  France -  Reich allemand
- Langue originale : allemand et une version en français
- Format :  Noir et blanc - 1,37:1 - 35 mm - son mono
- Genre : Guerre
- Durée : 80 minutes
- Date de sortie : 
  - France : 30 avril 1934

## Distribution
- Pierre Blanchar : Jean Arnaud
- Käthe von Nagy : Christine Laudy
- Charles Vanel : Georges Laudy
- Line Noro : Line
- Raymond Cordy : Dédé
- Pierre-Louis : Pierre
- Mady Berry : Marie-Jeanne
- René Bergeron : Malinger
- Raymond Aimos : Le hussard
- Fritz Genschow : Le sibérien
- Vera Baranovskaya

### Article annexe
- Liste des longs métrages allemands créés sous le nazisme